# Tsukuri-e
Tsukuri-e (作り絵, littéralement « peinture construite ») est une technique de la peinture japonaise historiquement liée au style yamato-e, prééminent durant les époques de Heian (VIIIe – XIIe siècle) et de Kamakura (XIIe – XIVe siècle). Ce procédé spécifie les étapes successives pour l’exécution d’une œuvre : dessin initial fixant la composition, apposition du coloris opaque, rehaussement des détails et les lignes à l’encre de Chine.

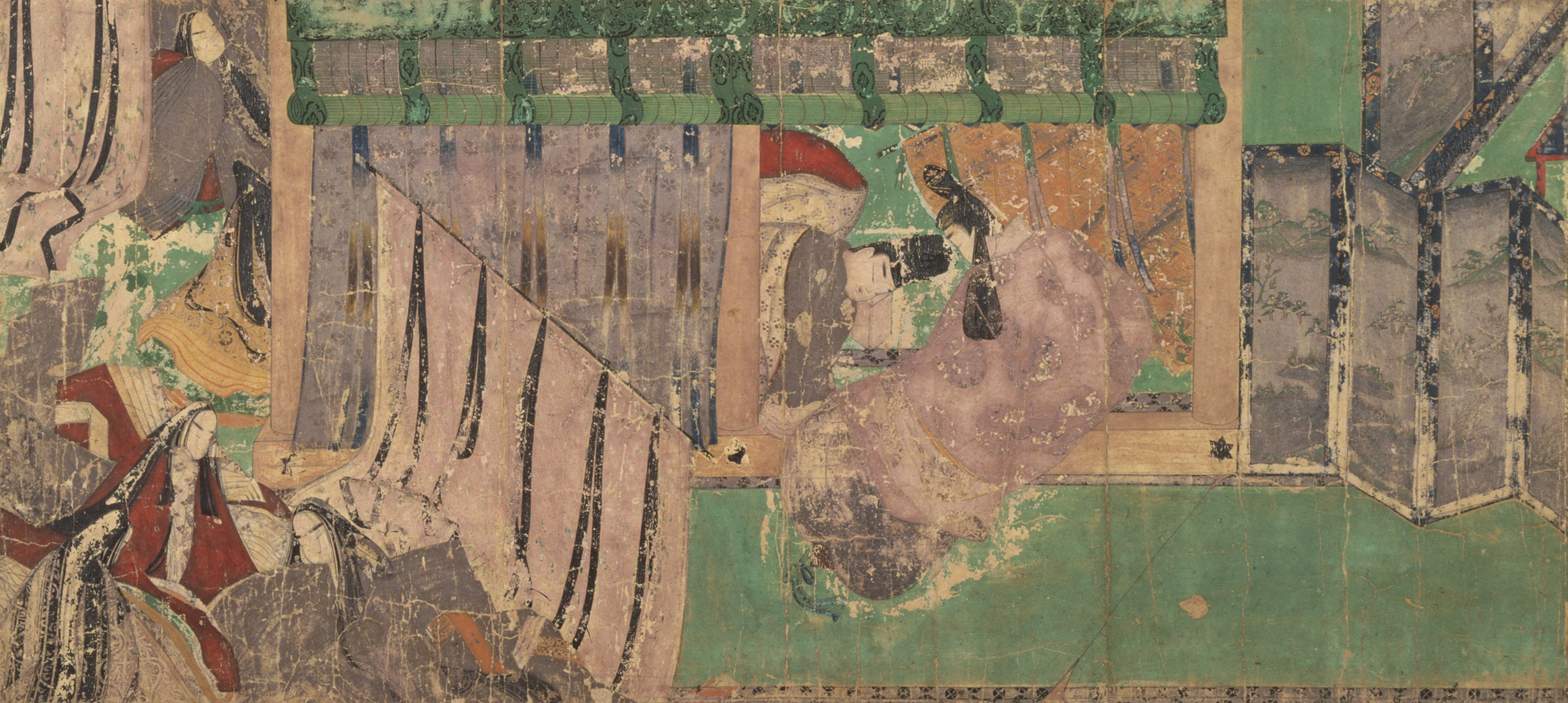
Scène des Rouleaux illustrés du Dit du Genji (XIIe siècle), un emaki classique de la cour impériale réalisé avec la technique du tsukuri-e.

Cette technique fut en particulier utilisée pour la réalisation des emaki, ensemble de longs rouleaux narratifs peints.

## Description

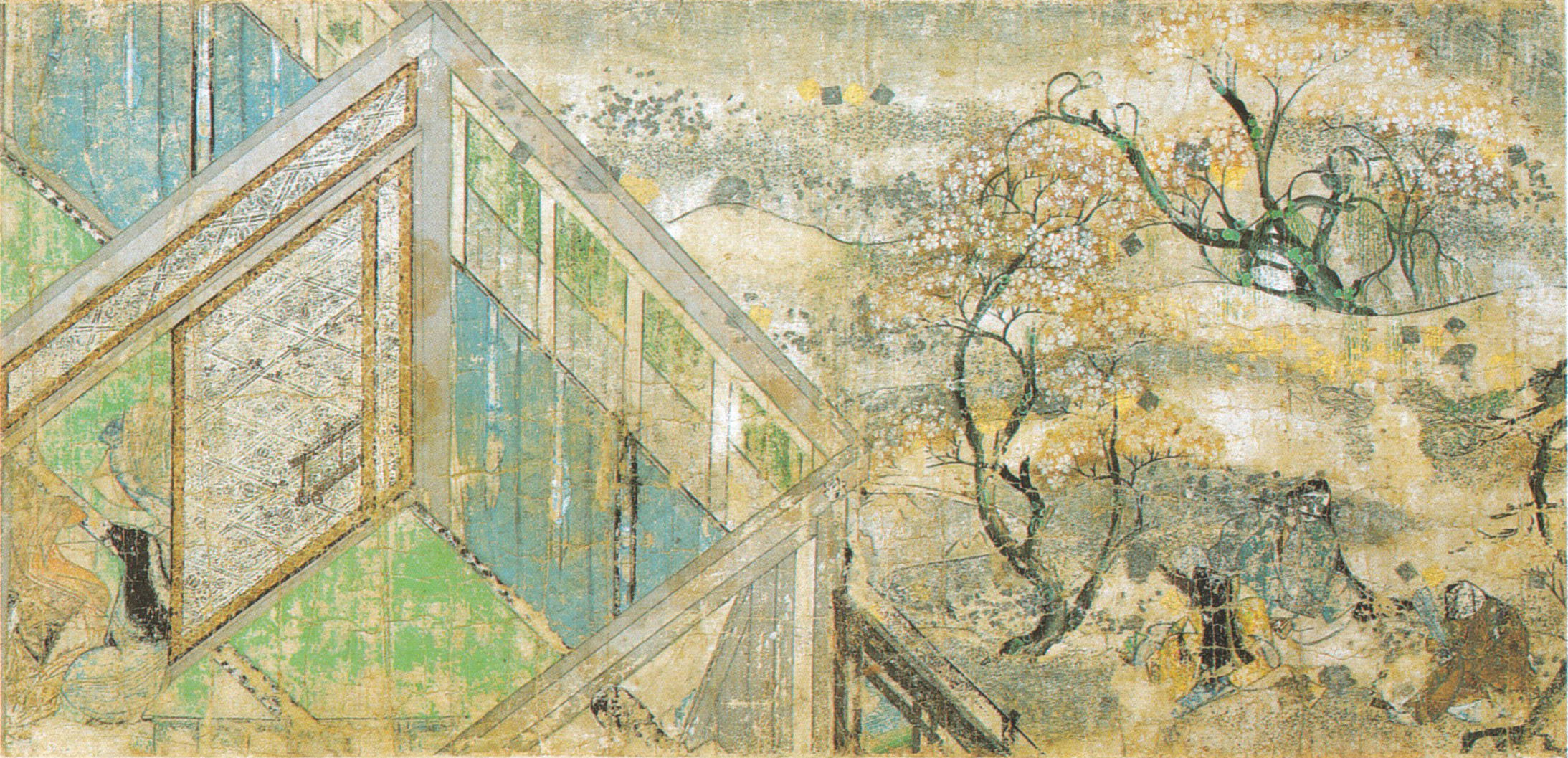
Roman enluminé de Nezame, peinture de la cour, XIIe siècle.

Le tsukuri-e est une méthode guidant la composition des scènes ainsi que le choix et l’apposition des couleurs et de l’encre de Chine.
Une esquisse des contours est d’abord réalisée pour fixer la composition, avant l’apposition des couleurs en aplat, en principe sur toute la surface du support, au moyen de pigments opaques (les plus prisés dans le Japon de l’époque de Heian sont les pigments minéraux très finement broyés), depuis les vastes zones en fond jusqu’aux petites surfaces. Les contours initiaux, parfois masqués par la peinture, sont finalement ravivés à l’encre de Chine et les menus détails (tels que les chevelures des dames et les visages des personnages) rehaussés,,,. La première esquisse peut être modifiée au cours de l’exécution, par choix de l’artiste ou en raison des pigments minéraux non dissolubles dans l’eau qui nécessitaient l’usage de colle épaisse délicate à manier.

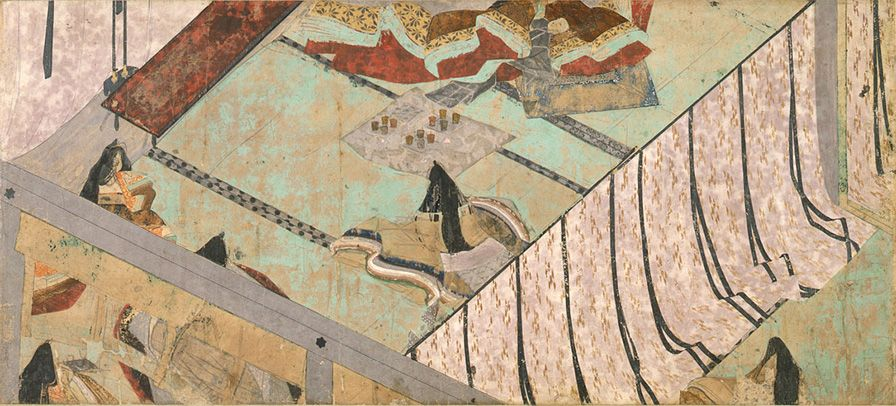
Rouleaux enluminés du journal intime de Murasaki Shikibu, XIIIe siècle.

Le tsukuri-e favorise par essence la collaboration entre plusieurs artistes : dans les ateliers de peintures, les esquisses et les lignes à l’encre sont l’œuvre des maîtres (azukari ou sumigaki) tandis que la préparation des pigments puis l’apposition des couleurs relèvent plutôt des apprentis,. Souvent, le maître réalisant l’esquisse annote sur le papier les couleurs à utiliser pour compléter la peinture, qui sont observables de nos jours aux rayons X ou sur les illustrations anciennes partiellement effacées,,.

## Histoire

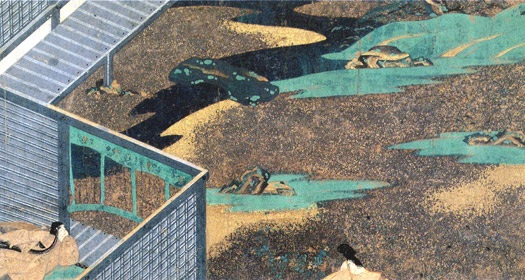
Rouleaux illustrés des Contes d'Ise, XIVIe siècle.

La peinture yamato-e apparaît au IXe siècle (début de l’époque de Heian) pour illustrer les poèmes, romans et paysages prisés à la cour impériale. Il ne subsiste cependant aucune œuvre de cette époque.
Durant la seconde moitié de l’époque de Heian, les peintures yamato-e sont communément classées en deux groupes : les peintures de la cour lyriques et richement décorées illustrant les romans, poèmes, rites annuels et paysages de l’archipel, et les peintures populaires au trait plus libre illustrant les contes, légendes et récits bouddhiques. La technique du tsukuri-e est utilisée pour les peintures raffinées et statiques de la cour, où la minutie des compositions et la richesse et l’expressivité des couleurs priment, en accord avec les goûts des aristocrates, en particulier des femmes,,. 
Durant l’époque de Kamakura, cette distinction s’estompe progressivement mais les différentes étapes du tsukuri-e sont encore largement suivies, avec des variations (couleurs plus légères, trait plus proche du lavis Song, papier laissé à nu par endroits…). À la fin de l’époque de Kamakura, les peintures de la cour sont exécutées avec moins de maîtrise selon les historiens de l’art : les couleurs sont moins expressives et symboliques, tandis que l’usage de poudre d’or et d’argent devient parfois disproportionné,.

## Œuvre fameuse

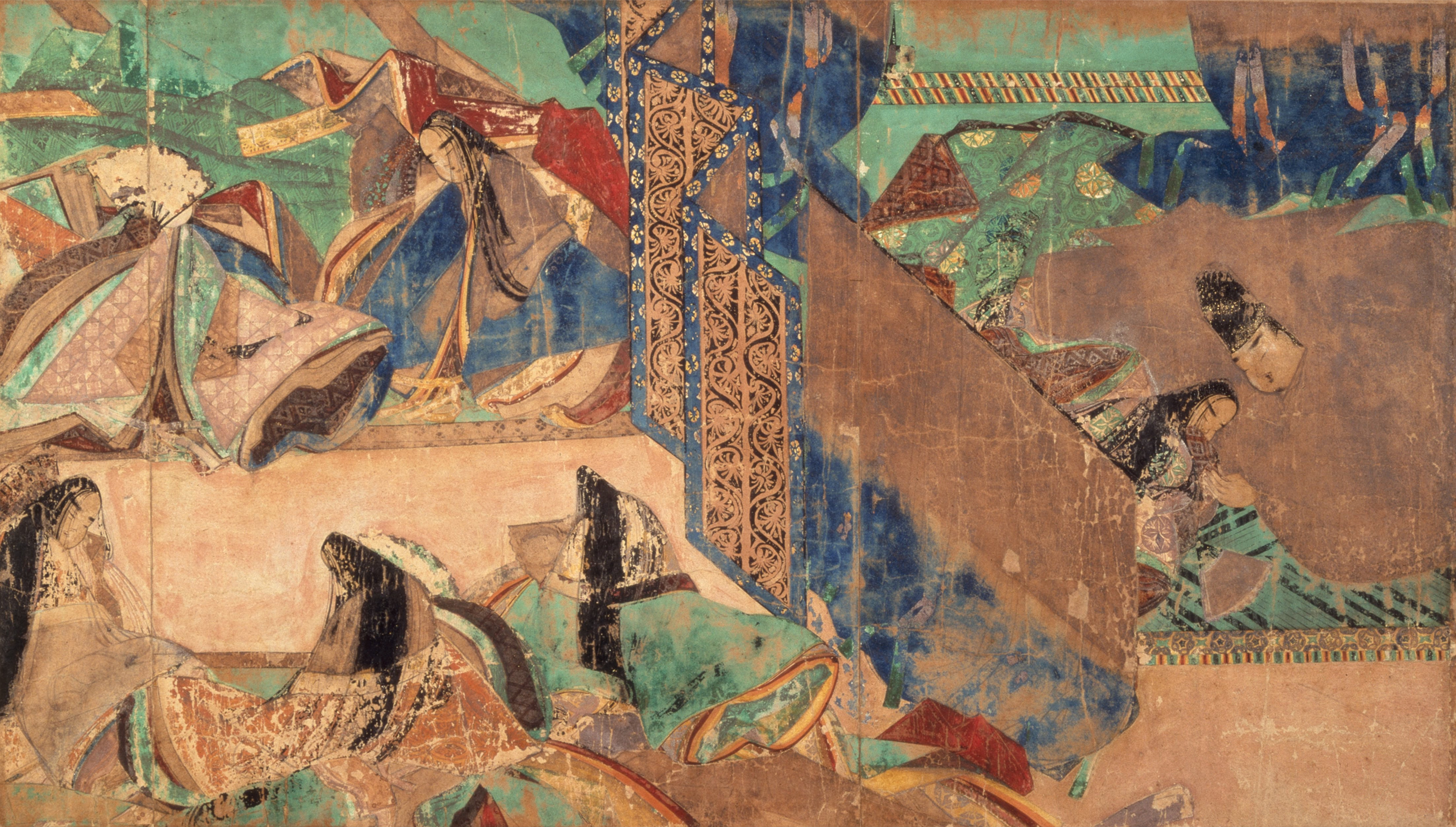
Scène des Rouleaux illustrés du Dit du Genji (XIIIe siècle).

Une des œuvres les plus emblématiques du style yamato-e réalisée au moyen du tsukuri-e sont les Rouleaux illustrés du Dit du Genji (XIIe siècle), un emaki (rouleaux narratifs peints) illustrant le roman éponyme. Il subsiste une vingtaine de scènes richement colorées dépeignant les moments d’intenses émotions du récit. Si les personnages semblent de prime abord inexpressifs et le temps comme figé, le peintre révèle les sentiments éprouvés par les protagonistes grâce à la gestuelle délicate, aux compositions lyriques et aux couleurs symboliques et décoratives,.